# Konsten i Citytunneln i Malmö

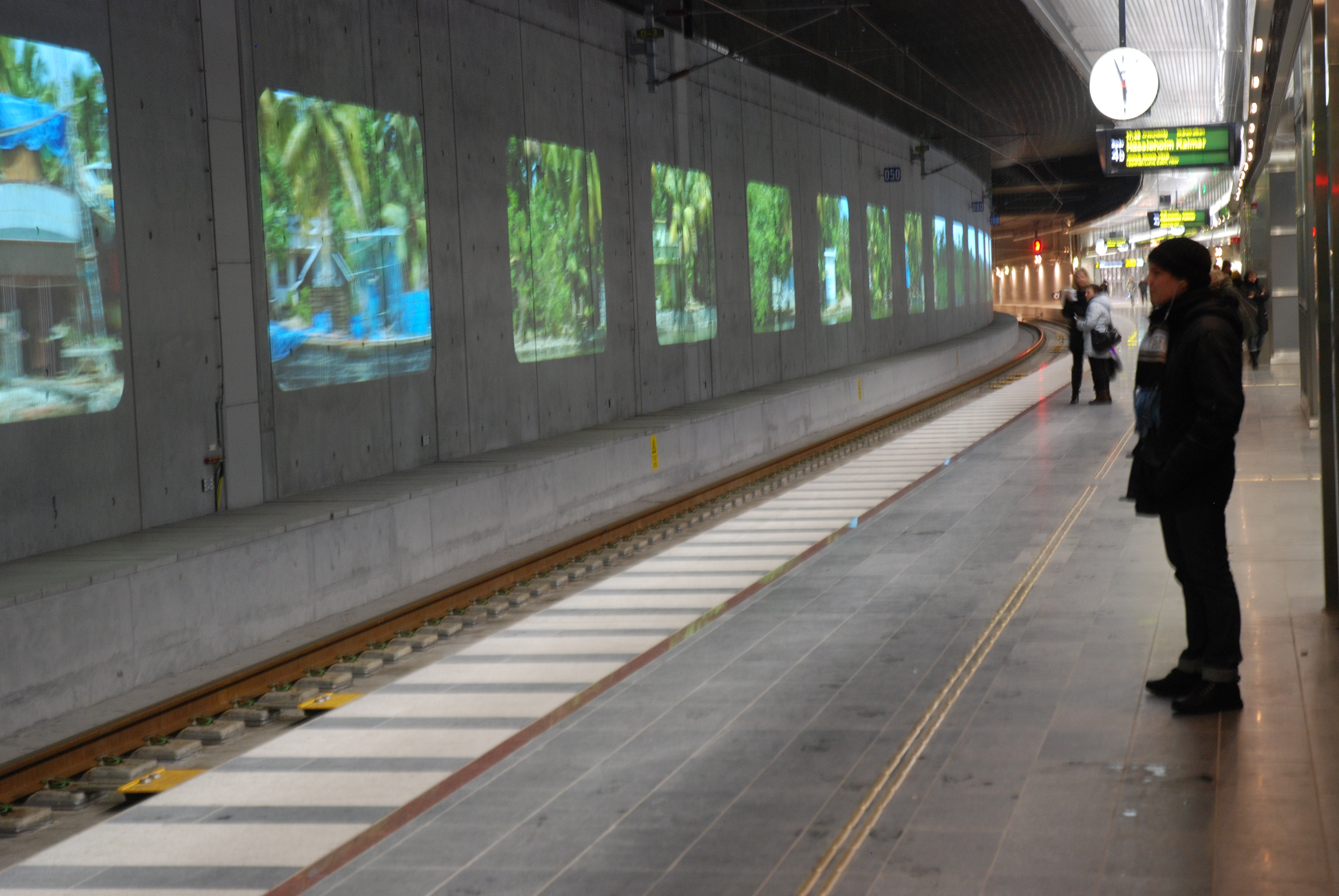
Videoinstallationen Annorstädes av Tania Ruiz Gutiérre på Malmö C Nedre

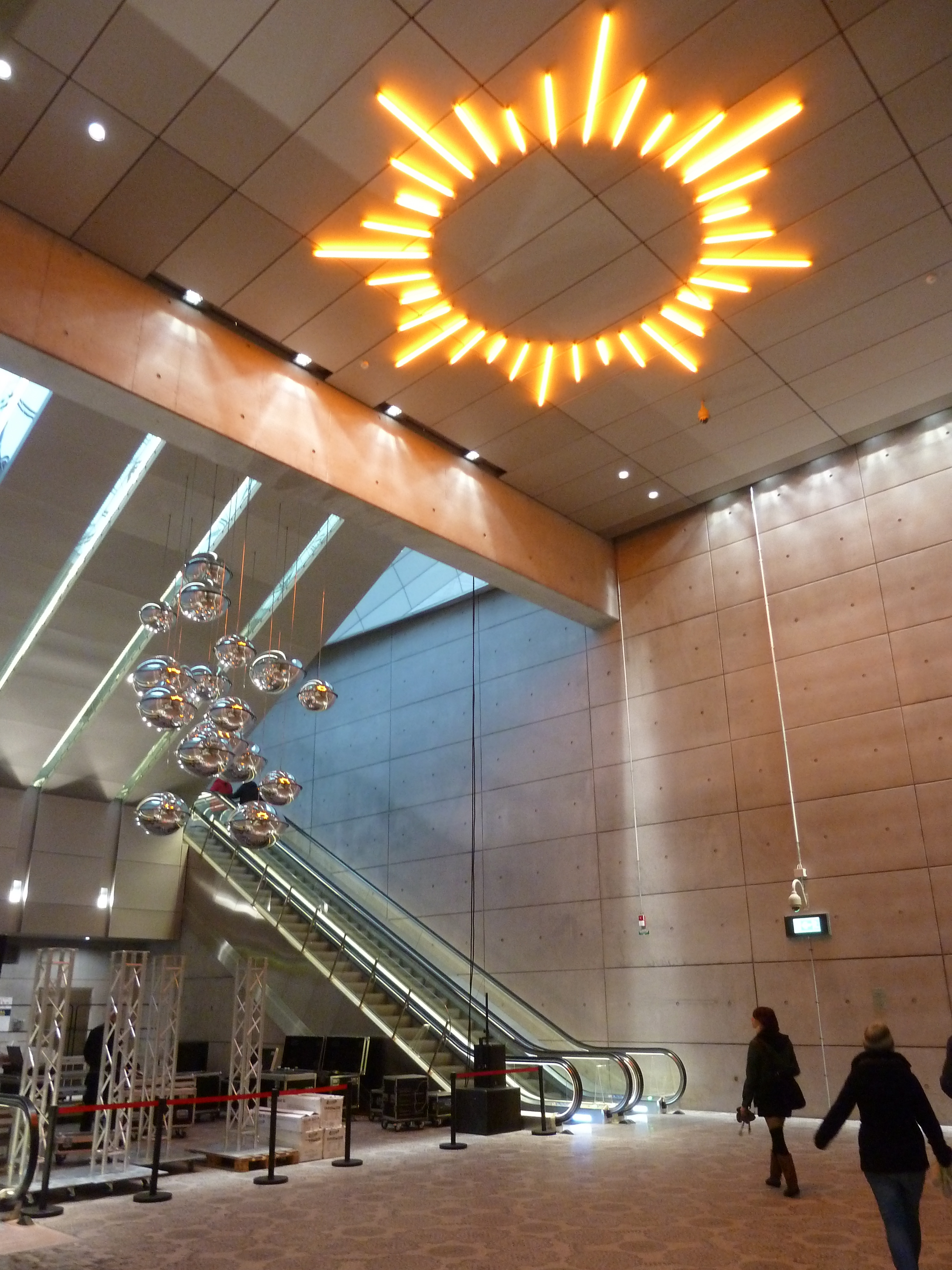
Halo och Alla i en en i alla av Gunilla Klingberg på station Triangeln

Konsten i Citytunneln i Malmö avser den konstnärliga utsmyckningen av de tre underjordiska stationerna i Citytunneln i Malmö, vilka färdigställdes i slutet av år 2010.
Samtliga tre nya stationer i Citytunneln genom Malmö har fått konstnärlig utsmyckning. Konstprojektet har hållits samman som ett delprojekt inom Citytunnelprojektets ram i samarbete mellan Malmö stad, Statens Konstråd och Citytunnelprojektet, med skulptören Acke Hydén som projektledare. Finansieringen har kommit från de tre parterna och från Malmö förskönings- och planteringsförening, vilken varit huvudfinansiär för utsmyckningen av Hyllie station. Den sammanlagda kostnaden har beräknats till cirka 18 miljoner kronor.
Malmö stad har beslutat om förslagen beträffande Triangelns station och Hyllie station. Kommunen är också ägare av konstverken på dessa stationer. Statens Konstråd har beslutat om verket på Malmö Centralstation, för vilket Banverket står som ägare.

## Malmö C Nedre
- Videoinstallationen Annorstädes, av Tania Ruiz Gutiérrez

På de två väggarna utmed perrongerna på den nedre delen av Malmö Centralstation projiceras 44 bilder i två rader i bildrutor som liknar avlånga järnvägsvagnsfönster. Bilderna visar sakta rullande panoramor från olika delar av världen och projiceras så att det för en betraktare på en perrong framstå som om ett främmande landskap sakta glider förbi utanför järnvägsvagnen.
Sammanlagt projiceras 90 timmar film, inspelad under en sjuårsperiod, från bland annat följande miljöer i fyrtio länder på fem kontinenter:
- saltfälten i Uyuni i Bolivia
- gator i Saigon i Vietnam
- slättområden i Sibirien i Ryssland
- slättområden i Patagonien i Argentina
- Honshu-Shikoku-bron i Japan
- Orinocofloden i Venezuela
- Montréals innerstad i Kanada
- ytterområde  i Rio de Janeiro i Brasilien
- Soweto i  Johannesburg i Sydafrika
- gata i Kensington i London i Storbritannien
- marknaden i Oaxaca i Mexiko
- kust i Sicilien i Italien
- Jaipur i Indien
- Alexandria i Egypten
- Fortune Bay i Minnesota i USA
- Kuala Lumpur i Malaysia
- Haag i Nederländerna
- Ulan Bator i Mongoliet
- Reykjavik i Island
- Marienville i Pennsylvania i USA
- Tallinn i Estland
- Corbridge i Storbritannien
- Buenaventura i Colombia
- Faisalabad i Pakistan
- Muskat i Oman
- Adana i Turkiet
- Kinshasa i Demokratiska Republiken Kongo
- Xiangkhoang i Vietnam
- Arrecife på Kanarieöarna
- Kraków i Polen
- Busan i Sydkorea

## Station Triangeln
- Ljusinstallationen Spårsken av Christian Partos i tunnelöppningarna vid perrongerna. Ljuspunkter, baserade på LED-lampor utefter stationsväggarna, ger associationer till flygande insekter som kommer ut ur och flyr in i tunneln, i takt med att tågen kommer och går.

- Vardagslivets mönster, ornamental utsmyckning i mönstrad betong, av Gunilla Klingberg i golvet vid södra ingången.
- Alla i en, en i alla, en grupp dekorativa övervakningsklot av Gunilla Klingberg, hängande i taket mellan rulltrapporna i den södra ingången.
- Den konstgjorda solen Halo, urladdningsrör i cirkelform, av Gunilla Klingberg i taket i den södra ingången.
- Skulpturen Lotus av Gunilla Klingberg vid norra ingången, blomformationer i stål på väggarna i rulltrappshallen.

## Station Hyllie
- Installationen Fördjupningar av Kristina Matousch, glastäckta hålrum runt de 26 runda pelare som stöder valvtak över perrongen, med projiceringar uppifrån taket.
- Ljusspelet Minuten av Kristina Matousch i taket i stationshallen, med en kometliknande ljuskägla som roterar medurs i taket med en varvtid på en minut.
- Ansikten, i glasväggarna i vindskydden i markplanet.